# Sophia (EP)
Sophia es el primer EP homónimo de la cantante pop brasileña Sophia Abrahão. Fue lanzado en julio de 2014, con cuatro canciones. A pesar de que la artista tener un contrato con la Sony Music en la época, el trabajo fue lanzado de forma independiente.

## Lista de canciones
1. «No Final» (Rique Azevedo y Samille Joker) – 3:28
2. «Deixa Eu Gostar de Você» (Lucas Silveira y Karen Jonz) – 3:54
3. «Tudo Que Eu Sempre Quis» (Rique Azevedo y Liah Soares) – 2:37
4. «Deixa Estar» (Sophia Abrahão, Gustavo Pagan, Rique Azevedo y João Milliet) – 2:38

## Historial del lanzamiento
| País   | Fecha               | Formato          | Sello discográfico |
| ------ | ------------------- | ---------------- | ------------------ |
| Brasil | 14 de julio de 2014 | Descarga digital | Independiente      |